# Acanthomyrmex
Acanthomyrmex es un género de hormigas de la subfamilia Myrmicinae. El género se conoce en el sudeste asiático. Sus especies son dimórficas, y las obreras principales en algunos géneros tienen cabezas dos veces más largas (y diez veces el volumen) que las obreras menores. Viven en pequeñas colonias y rara vez se recolectan en el campo. Hay 17 especies de Acanthomyrmex.

## Lista de especies
| Nombre científico           | Autoridad                   | Foto de obrera mayor | Foto de obrera menor |
| --------------------------- | --------------------------- | -------------------- | -------------------- |
| Acanthomyrmex basepinosus   | Moffett, 1986               |                      |                      |
| Acanthomyrmex careoscrobis  | Moffett, 1986               |                      |                      |
| Acanthomyrmex concavus      | Moffett, 1986               |                      |                      |
| Acanthomyrmex crassispinus  | Wheeler, W.M., 1930         |                      |                      |
| Acanthomyrmex dusun         | Wheeler, W.M., 1919         |                      |                      |
| Acanthomyrmex ferox         | Emery, 1893                 |                      |                      |
| Acanthomyrmex foveolatus    | Moffett, 1986               |                      |                      |
| Acanthomyrmex glabfemoralis | Zhou & Zheng, 1997          |                      |                      |
| Acanthomyrmex humilis       | Eguchi, Bui & Yamane, 2008  |                      |                      |
| Acanthomyrmex laevis        | Moffett, 1986               |                      |                      |
| Acanthomyrmex luciolae      | Emery, 1893                 |                      |                      |
| Acanthomyrmex mindanao      | Moffett, 1986               |                      |                      |
| Acanthomyrmex menos         | Terayama, Ito & Gobin, 1998 |                      |                      |
| Acanthomyrmex notabilis     | Smith, F., 1860             |                      |                      |
| Acanthomyrmex padanensis    | Terayama, Ito & Gobin, 1998 |                      |                      |
| Acanthomyrmex sulawesiensis | Terayama, Ito & Gobin, 1998 |                      |                      |
| Acanthomyrmex thailandensis | Terayama, 1995              |                      |                      |